# (48588) Raschröder
(48588) Raschroder, désignation internationale (48588) Raschröder, est un astéroïde de la ceinture principale.

## Description
(48588) Raschroder est un astéroïde de la ceinture principale. Il fut découvert le 2 septembre 1994 à Tautenburg par Freimut Börngen. Il présente une orbite caractérisée par un demi-grand axe de 2,39 UA, une excentricité de 0,15 et une inclinaison de 5,7° par rapport à l'écliptique.

## Compléments